# أنجيلو برونو
أنجيلو برونو (بالإيطالية: Angelo Bruno) هو Q46961 إيطالي، ولد في 21 مايو 1910 في فيلالبا في إيطاليا، وتوفي في 21 مارس 1980 في فيلادلفيا في الولايات المتحدة.